# Calluella smithi
Calluella smithi és una espècie de granota de la família Microhylidae que viu a Malàisia i, possiblement també, a Brunei i Indonèsia.
Està amenaçada d'extinció per la pèrdua del seu hàbitat natural.